# 切胡錫爾瓦涅伊

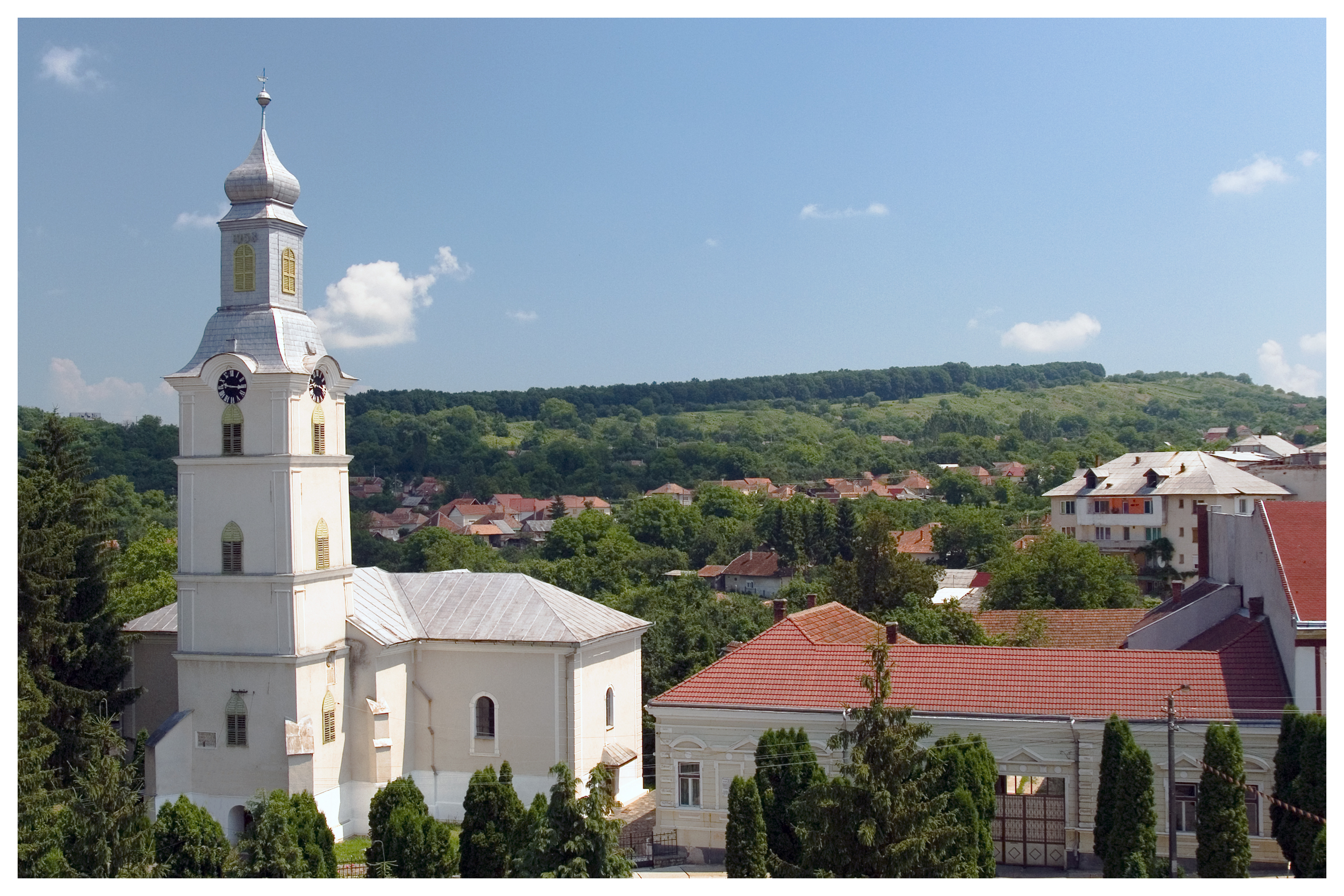

切胡錫爾瓦涅伊是羅馬尼亞的城鎮，位於該國西北部，距離首府札勒烏26公里，由瑟拉日縣負責管轄，面積67.77平方公里，海拔高度232米，2009年人口7,934，大多數居民信奉東正教。

## 外部連結
- Map of the Sălaj county